# デ・ジュリ
デ・ジュリ（de jure、[deɪ ˈdʒʊəri, di-] ディジュアリ、ラテン語発音: [deː juːre]）とは、古典ラテン語のde iureに由来し、「法律上の」「規則上の」を意味する成句。デ・ジュール、デ・ジューレなどとも表記される。対義語は、「事実上の」を意味する「デ・ファクト」。
「デ・ジュリ」や「デ・ファクト」は、法律における問題、政治における問題、外交における問題、技術標準などにおいて、それぞれ「規則において」や「実際において」を表現する際に使われる。国内の各種団体、国際標準化機関、法律、条約などの規則によって決められたものが「デ・ジュリ」であるのに対し、規則ではなく、取引慣習や市場競争で成立して実際に使われている慣習や業界標準が「デ・ファクト」である。デ・ファクトの慣例や基準が広まり、デ・ジュリの規則や基準が空文化すると、やがて実態の方が追認され、無視されている法律や規則の方が廃絶され、デファクトスタンダードが新たな標準となることもある。
「規則上の」や「事実上の」という表現は、たいていの場合、「デ・ジュリ」や「デ・ファクト」に置き換え可能である。ただし、「法律上（規則上）の主張」や「事実上の主張」というときの「法律上（規則上）」や「事実上」は、「法律（規則）に関する」や「事実に関する」という意味であり、「デ・ジュリ」や「デ・ファクト」の意味ではないので、注意を要する。